# Hulo Guillabert
Hulo Guillabert (Senegal, siglo XX) es una  senegalesa editora, escritora,  profesora, panafricanista, luchadora por la erradicación de la mendicidad infantil (talibés).

## Biografía
Nació y creció en Senegal. Hija de Dior  de religión musulmana y Edouard de religión católica.  Sus padres tuvieron que divorciarse  porque no lograron superar la desaprobación familiar y social de un matrimonio interreligioso.
Trayectoria
En Francia trabajó como consultora  en grandes empresas. Después de algunas décadas, decidió volver a sus orígenes, a Senegal en 2009. En Dakar abrió una consultoría de empresas, pero ante la falta de éxito, oporto por emigrar una vez más, en esta ocasión fue a Montreal.
En 2012 volvió a Senegal dispuesta a cumplir sus sueños africanos y culturales. Con este fin creó y dirigió la editorial digital  Diasporas Noires, también una revista de noticias Bonnes Nouvelles d’Afrique,  y una galería de arte Nubi Artes, en Dakar.  Éstas serían algunas de sus herramientas para mostrar su propia visión de la cultura de su país y  poder contar la historia del continente africano, sin el sesgo propio de los occidentales. Como fiel defensora de la mujer africana tuvo la convicción que  la mujer debe ser libre porque tiene que jugar un papel fundamental en la unificación africana por la toma de decisiones. Activista de la Renaissance Africaine.
Otro de sus objetivos fue la erradicación de la mendicidad (talibés) infantil en Senegal, que hace a los niños víctimas  de la explotación económica adulta y de la trata humana. Creó el colectivo  Doyna-Stop a la mendicidad de los  niños. Este colectivo pidió al Estado acelerar el proceso de creación de legislación que permitiera a los niños disfrutar de sus derechos de infancia.
Otro de sus proyectos fue las transmisión del mensaje a los jóvenes, para que tomaran el poder. Para ello se centró principalmente en impartir conferencias, y también a través de una obra que lleva este título Tomad el poder.

## Obras
- DIOR - Felicidad Voluntaria (novela).
- ¡Tomad el poder!.

## Premios y reconocimientos
- Ganadora la candidatura de "Mujeres Africanas y Derechos Humanos en África" en el XVI Premio Internacional Solidaridad de Navarra.[6]